# Lekkoatletyka na Letnich Igrzyskach Paraolimpijskich 2008

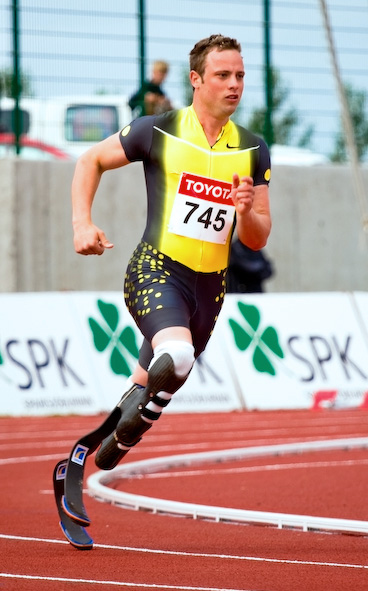

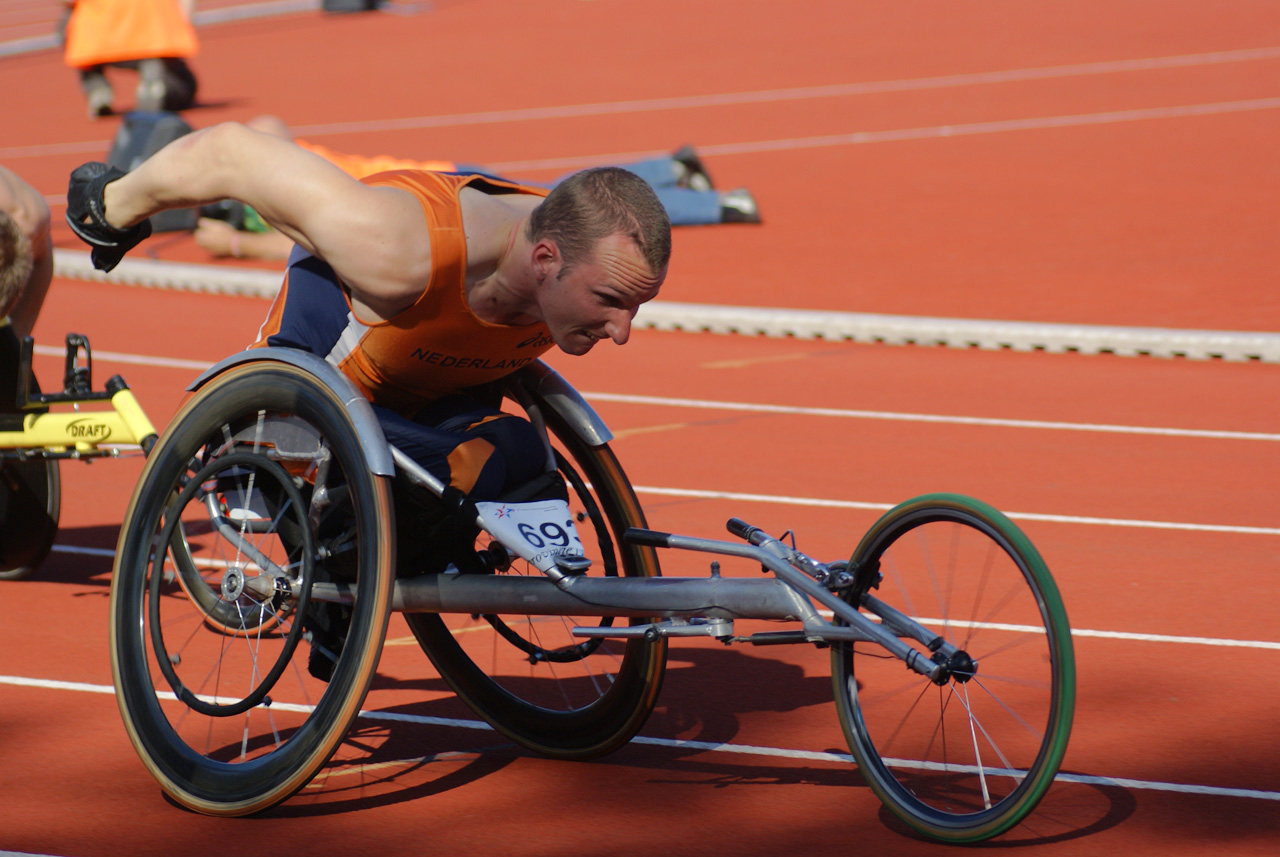

Lekkoatletyka na Letnich Igrzyskach Paraolimpijskich 2008 odbywała się w dniach 8 – 17 września na stadionie Beijing National Stadium. Do rozdania było 160 kompletów medali.

## Obiekty
| Obiekt           | Miasto | Funkcja           |
| Stadion Narodowy | Pekin  | Zawody i treningi |

## Kwalifikacja
Kwalifikację na igrzyska uzyskało 1035 zawodników (710 mężczyzn i 325 kobiet)

## Klasyfikacja niepełnosprawności
- 11 – 13 – osoby niewidome lub niedowidzące
- 32 – 38 – zawodnicy z porażeniem mózgowym
- 40 – pozostałe niepełnosprawności
- 42 – 46 – zawodnicy z amputowanymi kończynami
- 51 – 58 – osoby na wózkach inwalidzkich

## Program
| Lekkoatletyka |  |  | F | F | F | F | F | F | F | F | F | F |

## Mężczyźni

### Konkurencje biegowe

#### 100 metrów
| Konkurencja | Złoto               | Srebro           | Brąz                  |
| Klasa T11   | Lucas Prado         | Jose Armando     | Tresor Makunda        |
| Klasa T12   | Josiah Jamison      | Adekunle Adesoji | Yang Yuqing           |
| Klasa T13   | Jason Smyth         | Alexy Labzin     | Luis Felipe Gutierrez |
| Klasa T35   | Yang Sen            | Fu Xinhan        | Teboho Mokgalagadi    |
| Klasa T36   | Roman Pavlyk        | Ben Rushgrove    | So Wa Wai             |
| Klasa T37   | Fanie van der Merwe | Ma Yuxi          | Sofiane Hamdi         |
| Klasa T38   | Evan O’Hanlon       | Zhou Wenjun      | Mykyta Senyk          |
| Klasa T42   | Earle Connor        | Heinrich Popow   | John McFall           |
| Klasa T44   | Oscar Pistorius     | Jerome Singleton | Brian Frasure         |
| Klasa T46   | Heath Francis       | Francis Kompaon  | Yohansson Nascimento  |
| Klasa T52   | Dean Bergeron       | Beat Bosch       | Andre Beaudoin        |
| Klasa T53   | Josh George         | Mickey Bushell   | Yu Shiran             |
| Klasa T54   | Leo-Pekka Tahti     | Saichon Konjen   | Supachai Koysub       |

#### 200 metrów
| Konkurencja | Złoto               | Srebro          | Brąz            |
| Klasa T11   | Lucas Prado         | Jose Armando    | Arian Iznaga    |
| Klasa T12   | Hilton Langenhoven  | Li Yansong      | Yang Yuqing     |
| Klasa T13   | Jason Smyth         | Alexy Labzin    | Vugar Mehdiyev  |
| Klasa T36   | So Wa Wai           | Roman Pavlyk    | Che Mian        |
| Klasa T37   | Fanie van der Merwe | Sofiane Hamdi   | Ma Yuxi         |
| Klasa T38   | Evan O’Hanlon       | Zhou Wenjun     | Mykyta Senyk    |
| Klasa T44   | Oscar Pistorius     | Jim Bob Bizzell | Ian Jones       |
| Klasa T46   | Heath Francis       | Antonis Aresti  | Ettiam Calderon |
| Klasa T52   | Dean Bergeron       | Beat Bosch      | Peth Rungsri    |
| Klasa T53   | Yu Shiran           | Richard Colman  | Hong Suk-Man    |
| Klasa T54   | Zhang Lixin         | Saichon Konjen  | Leo-Pekka Tahti |

#### 400 metrów
| Konkurencja | Złoto              | Srebro            | Brąz                 |
| Klasa T11   | Lucas Prado        | Jose Armando      | Oleksandr Ivaniukhin |
| Klasa T12   | Li Yansong         | Matthias Schroder | Luis Goncalves       |
| Klasa T13   | Luis Manuel Galano | Freddy Durruthy   | Ioannis Protos       |
| Klasa T36   | Roman Pavlyk       | Artem Arefyev     | Che Mian             |
| Klasa T38   | Farhat Chida       | Abbes Saidi       | Andriy Onufriyenko   |
| Klasa T44   | Oscar Pistorius    | Jim Bob Bizzell   | Ian Jones            |
| Klasa T46   | Heath Francis      | Antonis Aresti    | Samuel Colmenares    |
| Klasa T52   | Tomoya Ito         | Toshihiro Takada  | Dean Bergeron        |
| Klasa T53   | Hong Suk-Man       | Li Huzhao         | Richard Colman       |
| Klasa T54   | Zhang Lixin        | David Weir        | Saichon Konjen       |

#### 800 metrów
| Konkurencja | Złoto            | Srebro                 | Brąz                     |
| Klasa T12   | Abderrahim Zhiou | Lazaro Raschid Aguilar | Odair Santos             |
| Klasa T13   | Abdelillah Mame  | Peter Gottwald Jr.     | Zine Eddine Sekhri       |
| Klasa T36   | Artem Arefyev    | He Cheng’en            | Pavel Kharagezov         |
| Klasa T37   | Michael McKillop | Brad Scott             | Djamel Mastouri          |
| Klasa T46   | Marcin Awiżeń    | Samir Nouioua          | Abderrahman Ait Khamouch |
| Klasa T52   | Tomoya Ito       | Toshihiro Takada       | Thomas Geierspichler     |
| Klasa T53   | Li Huzhao        | Josh George            | Hong Suk-Man             |
| Klasa T54   | David Weir       | Kurt Fearnley          | Prawat Wahoram           |

#### 1500 metrów
| Konkurencja | Złoto                    | Srebro                   | Brąz            |
| Klasa T12   | Zhang Zhen               | Samwel Mushai Kimani     | Jason Dunkerley |
| Klasa T13   | Henry Kiprono Kirwa      | Lazaro Raschid Aguilar   | Ignacio Avila   |
| Klasa T46   | Abraham Cheruiyot Tarbei | Abderrahman Ait Khamouch | Samir Nouioua   |
| Klasa T54   | David Weir               | Prawat Wahoram           | Kurt Fearnley   |

#### 5000 metrów
| Konkurencja | Złoto                    | Srebro               | Brąz            |
| Klasa T11   | Zhang Zhen               | Francis Thuo Karanja | Henry Wenyoike  |
| Klasa T13   | Henry Kiprono Kirwa      | Youssef Benibrahim   | Odair Santos    |
| Klasa T46   | Abraham Cheruiyot Tarbei | Mohamed Fouzai       | Mario Santillan |
| Klasa T54   | Prawat Wahoram           | Kurt Fearnley        | David Weir      |

#### 10 000 metrów
| Konkurencja | Złoto               | Srebro           | Brąz         |
| Klasa T12   | Henry Kiprono Kirwa | Abderrahim Zhiou | Odair Santos |

#### maraton
| Konkurencja | Złoto                | Srebro              | Brąz             |
| Klasa T12   | Qi Shun              | Elkin Serna         | Ildar Pomykalov  |
| Klasa T46   | Mario Santillan      | Tito Sena           | Walter Endrizzi  |
| Klasa T52   | Thomas Geierspichler | Hirokazu Ueyonabaru | Toshihiro Takada |
| Klasa T54   | Kurt Fearnley        | Hiroki Sasahara     | Ernst van Dyk    |

### Konkurencje techniczne

#### pchnięcie kulą
| Konkurencja     | Złoto                 | Srebro             | Brąz               |
| Klasa F11-12    | David Casinos         | V. Andryushchenko  | Vasyl Lishchynskyi |
| Klasa F32       | Karim Betina          | Mourad Idoudi      | Mounir Bakiri      |
| Klasa F33-34/52 | Kamel Kardjena        | Aigars Apinis      | Kyle Pettey        |
| Klasa F35-36    | Guo Wei               | Edgars Bergs       | Paweł Piotrowski   |
| Klasa F37-38    | Xia Dong              | Tomasz Blatkiewicz | Thomas Loosch      |
| Klasa F40       | Paschalis Stathelakos | Mathias Mester     | Hocine Gherzouli   |
| Klasa F42       | Darko Kralj           | Maxim Narozhnyy    | Fanie Lombard      |
| Klasa F44       | Jackie Christiansen   | Paul Raison        | Gerdan Fonseca     |
| Klasa F53-54    | Mauro Maximo          | Markku Niinimaki   | Che Jon Fernandes  |
| Klasa F55-56    | Olokhan Musayev       | K. Smorszczewski   | Martin Nemec       |
| Klasa F57-58    | Alexey Ashapatov      | Jamil Elshebli     | Anastasios Tsiou   |

#### rzut oszczepem
- F11–12
- F33–34/52
- F35–36
- F37–38
- F42/44
- F53–54
- F55–56
- F57–58

#### rzut dyskiem
- F11–12
- F32/51
- F33–34/52
- F35–36
- F37–38
- F42
- F44
- F53–54
- F55–56
- F57–58

## Kobiety

### Konkurencje biegowe

#### 100 metrów
| Konkurencja | Złoto              | Srebro                | Brąz                |
| Klasa T11   | Wu Chunmiao        | Terezinha Guilhermina | Ádria Santos        |
| Klasa T12   | Oxana Boturchuk    | Libby Clegg           | Eva Ngui            |
| Klasa T13   | Sanaa Benhama      | Ilse Hayes            | Alexandra Dimoglou  |
| Klasa T36   | Wang Fang          | Claudia Nicoleitzik   | Hazel Simpson       |
| Klasa T37   | Lisa McIntosh      | Viktoriya Kravchenko  | Maria Seifert       |
| Klasa T38   | Inna Dyachenko     | Sonia Mansour         | Margarita Koptilova |
| Klasa T42   | Perla Bustamante   | Annette Roozen        | Christine Wolf      |
| Klasa T44   | April Holmes       | Amélie Le Fur         | Wang Juan           |
| Klasa T46   | Yunidis Castillo   | Elena Chistilina      | Alicja Fiodorow     |
| Klasa T52   | Michelle Stilwell  | Tomomi Yamaki         | Teruyo Tanaka       |
| Klasa T53   | Huang Lisha        | Jessica Galli         | Ilana Duff          |
| Klasa T54   | Chantal Petitclerc | Liu Wenjun            | Dong Hongjiao       |

#### 800 metrów
| Konkurencja  | Złoto              | Srebro            | Brąz           |
| Klasa T12-13 | Somaya Bousaid     | Assia El'Hannouni | Elenna Pautova |
| Klasa T53    | Zhou Hongzhuan     | Jessica Galli     | Amanda McGrory |
| Klasa T54    | Chantal Petitclerc | Tatyana McFadden  | Diane Roy      |

#### 1500 metrów
| Konkurencja | Złoto              | Srebro            | Brąz           |
| Klasa T13   | Somaya Bousaid     | Assia El'Hannouni | Elenna Pautova |
| Klasa T54   | Chantal Petitclerc | Shelly Woods      | Edith Hunkeler |

#### 5000 metrów
| Konkurencja | Złoto          | Srebro    | Brąz         |
| Klasa T54   | Amanda McGrory | Diane Roy | Shelly Woods |

#### maraton
| Konkurencja | Złoto          | Srebro         | Brąz        |
| Klasa T54   | Edith Hunkeler | Amanda McGrory | Sandra Graf |

### Konkurencje techniczne

#### rzut oszczepem
- F33–34/52–53
- F35–38
- F42–46
- F54–56
- F57–58

#### rzut dyskiem
- F12–13
- F32–34/51–53
- F35–36
- F37–38
- F40
- F42–46
- F54–56
- F57–58